# Franz Koch (Kameramann)
Franz Paul Koch (* 1. September 1898 in München; † 28. April 1959 ebenda) war ein deutscher Kameramann.

## Leben
Koch kam 1913 zur Produktionsfirma des Münchner Filmpioniers Peter Ostermayr, wo er im Laufe der nächsten Jahre sein Handwerk als Kameramann erlernte. 1920 drehte er seinen ersten Film als Chefkameramann bei der Emelka. Außer für die Emelka und ihre Nachfolgerin Bavaria Film war Koch auch für andere Münchner Filmgesellschaften tätig, wobei er häufig mit den Lokalregisseuren Franz Osten und Franz Seitz zusammenarbeitete.
Er fotografierte Ganghofer-Adaptionen, Filmdramen und Filmkomödien in großer Zahl, war aber auch an dem Propagandafilm S.A. Mann Brand und Leni Riefenstahls Triumph des Willens beteiligt. Von 1937 bis 1941 war er Kameramann bei sämtlichen Filmen mit Hans Albers als Hauptdarsteller, danach arbeitete er bis Kriegsende vor allem mit Hans Schweikart zusammen.
Nach dem Flüchtlingsfilm Lang ist der Weg (1948) über jüdische Überlebende des Holocaust stand Koch in den 1950er Jahren erneut vor allem bei Ganghofer-Adaptionen, Heimatfilmen und Filmkomödien hinter der Kamera. Er arbeitete auch für die Wochenschau.

## Filmografie (Auswahl)
- 1920: Der Kopf des Gonzales
- 1921: Der Brand im Varieté Mascotte
- 1923: Das Abenteuer von Sagossa
- 1924: Der Schrecken des Meeres
- 1925: Verborgene Gluten
- 1926: Marccos tollste Wette
- 1926: Die kleine Inge und ihre drei Väter
- 1926: Ich hab mein Herz in Heidelberg verloren
- 1927: Erinnerungen einer Nonne
- 1928: Wenn die Schwalben heimwärts ziehn
- 1928: Ein besserer Herr
- 1928: Hinter Klostermauern
- 1929: Die keusche Kokotte
- 1929: Wenn der weiße Flieder wieder blüht
- 1929: Links der Isar – rechts der Spree
- 1929: Bruder Bernhard
- 1930: In einer kleinen Konditorei
- 1930: Boykott (Primanerehre)
- 1930: Lohnbuchhalter Kremke
- 1932: Der Prinz von Arkadien
- 1932: Die verkaufte Braut
- 1932: An heiligen Wassern
- 1932: Kreuzer Emden
- 1933: Die blonde Christl
- 1933: S.A. Mann Brand
- 1933: Drei blaue Jungs – ein blondes Mädel
- 1934: Der Theaterbesuch
- 1934: Mit dir durch dick und dünn
- 1934: Achtung! Wer kennt diese Frau?
- 1934: Bei der blonden Kathrein
- 1935: Alles um eine Frau
- 1935: Triumph des Willens
- 1935: Der Gefangene des Königs
- 1935: Henker, Frauen und Soldaten
- 1936: Du kannst nicht treu sein
- 1936: Straßenmusik
- 1936: Die Jugendsünde
- 1937: IA in Oberbayern
- 1938: Fahrendes Volk
- 1938: Gastspiel im Paradies
- 1938: Rote Orchideen
- 1938: Sergeant Berry
- 1939: Wasser für Canitoga
- 1939: Der ewige Quell
- 1940: Ein Mann auf Abwegen
- 1940: Trenck, der Pandur
- 1941: Carl Peters
- 1941: Was will Brigitte?
- 1941: Kameraden
- 1942: Geheimakte W.B. 1
- 1942: Sieben Jahre Glück
- 1943: Der unendliche Weg
- 1943: Tonelli
- 1944: In flagranti
- 1945: Wo ist Herr Belling?
- 1948: Lang ist der Weg
- 1948: Das verlorene Gesicht
- 1949: Heimliches Rendezvous
- 1949: Nachtwache
- 1949: Die Reise nach Marrakesch
- 1950: Zwei in einem Anzug
- 1950: Vom Teufel gejagt
- 1950: König für eine Nacht
- 1951: Die Martinsklause
- 1951: Mutter sein dagegen sehr!
- 1951: Wildwest in Oberbayern
- 1952: Ich heiße Niki
- 1952: Der Herrgottschnitzer von Ammergau
- 1952: Der Weibertausch
- 1952: Haus des Lebens
- 1953: Der Klosterjäger
- 1953: Musik bei Nacht
- 1953: Ehestreik
- 1954: Schloß Hubertus
- 1954: Ewiger Walzer
- 1955: Das Schweigen im Walde
- 1955: Königswalzer
- 1955: Ein Herz voll Musik
- 1956: Rosen für Bettina
- 1956: Die Geierwally
- 1957: Der Jäger von Fall
- 1957: Der Edelweißkönig
- 1957: Kein Auskommen mit dem Einkommen!
- 1958: Mein ganzes Herz ist voll Musik
- 1959: Der Schäfer vom Trutzberg